# رابنکیرشن-فاولوک
رابنکیرشن-فاولوک (به آلمانی: Rabenkirchen-Faulück) یک شهر در آلمان است که در اشلسویگ-فلنسبورگ واقع شده‌است. رابنکیرشن-فاولوک ۶۶۰ نفر جمعیت دارد.